# Bezouce
Bezouce là một xã trong tỉnh Gard thuộc vùng Occitanie, phía nam nước Pháp. Xã Bezouce nằm ở khu vực có độ cao trung bình 73 mét trên mực nước biển.